# Stromořadí princezny Marie
Stromořadí princezny Marie je ornamentální stromořadí 69 památných stromů lip velkolistých (Tilia platyphyllos) ve tvaru písmene „M“, které roste vpravo nad soutokem tří potoků pod silnicí z Vodné do Hlinek v okrese Karlovy Vary v Karlovarském kraji, asi 1,2 km svv. od Vodné. Před středem aleje stojí zbytek pomníčku. Obvody kmenů měří 69 až 185 cm. Všechny lípy jsou chráněny od roku 1999 jako stromy s pověstí, esteticky zajímavé a historicky důležité stromy.
Stromořadí je zároveň uvedeno na seznamu významných stromů Lesů České republiky.

## Pověsti
Asi 500 m ssv. směrem roste další skupina památných stromů – Křížové stromořadí. O vzniku obou stromořadí existuje několik pověstí. Některé se dostaly do textů informačních tabulí u obou stromořadí. Jedna z těchto lidových povídek tvrdí, že lípy dal vysázet koncem minulého století majitel bečovského panství vévoda Bedřich Beaufort-Spontin, jehož dcera (mělo se jednat o Marii) v těchto místech údajně tragicky zahynula při zimním lovu. Další verze tvrdila, že zde Marie zemřela při převržení kočáru či saní, podle další verze tu během zimní procházky zabloudila a zmrzla. Nejvíce frekventovanou je romantická pohádka, kdy se zde měl převrhnout kočár jakési šlechtičny ze zámku a stromořadí vysázel její truchlící milenec, jehož jméno pohádka raději nezmiňuje. Další, méně známá verze, vypráví, že stromy byly vysázeny na počest Marie Terezie během její návštěvy zdejšího kraje.
Skutečnost je však jiná. Obě stromořadí nechal vysadit Bedřich Beaufort-Spontin na počest své sestřenice, princezny Maria Spada-Veralli-Potenziani (25. ledna 1853 Boloňa – 2. února 1899 Řím), kterou měl velmi rád a s kterou si byli velmi blízcí. Maria zemřela roku 1899 a na její památku byly obě aleje společně vysázeny v roce 1902. Mezi rameny písmene „M“ stojí uprostřed velký přírodní kámen, na kterém je dodnes upevněna žulová pamětní deska, kterou zde nechal vévoda Bedřich usadit. V ní byla původně zasazená bronzová písmena tvořící nápis: IN MEMORIAM MARIA SPADA POTENZIANI MCMII .

## Stromy v okolí
- Křížové stromořadí